# Lady Jane Grey preparando-se para a execução

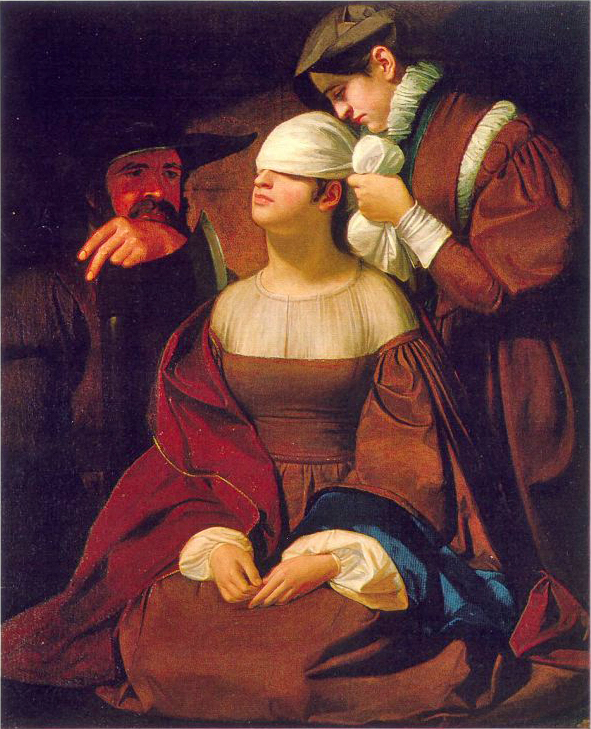
Lady Jane Grey, preparando-se para a execução (1835). O Centro Henry Luce II para o Estudo da Cultura Americana, Nova York.

Lady Jane Grey preparando-se para a execução (inglês:Lady Jane Grey Preparing for Execution) é uma pintura a óleo de 1835 do artista americano George Whiting Flagg que estabeleceu sua fama precoce. Entretanto, seu reconhecimento público diminuiu como conseqüência de um declínio no papel da pintura histórica na arte americana. Foi originalmente concebido para representar Mary, Rainha dos Escoceses, mas Flagg decidiu mudá-lo para Lady Jane Grey no meio do trabalho. Em uma carta para Lumen Reed em 16 de junho de 1834, ele disse:
| “ | Eu mudei o nome da minha pintura para Lady Jane Gray. Acho que Mary era muito velha na época de sua execução para criar uma imagem interessante. | ” |

Uma heroica Lady Jane, mártir protestante, vestida de púrpura real, de cabeça erguida, está vendada para execução por executores solidários. Notavelmente estão ausentes quaisquer crucifixos, contas, medalhões ou outros sinais de "papado" que distingam a vida religiosa dos católicos da dos protestantes.[carece de fontes?]
A pintura parece mostrar que ela está sendo vendada dentro de casa, na realidade ela foi executada ao ar livre e provavelmente só teria sido vendada depois que ela foi levada para o andaime.[carece de fontes?]